# Накамура Кадзуха
Накамура Кадзуха (яп. 中村 一葉, Накамура Кадзуха, нар. 9 серпня 2003, Коті, Японія) — японська співачка і реперка. Вона є учасницею південнокорейської жіночої групи Le Sserafim.

## Раннє життя і освіта
Кадзуха народилася 9 серпня 2003 року в Коті, Японія, але після її народження сім'я переїхала до Осаки, де вона провела більшу частину свого дитинства. Балетом займається з трьох років. До свого дебюту в Le Sserafim вона була професійною балериною, відвідувала Hashimoto Sachiyo Ballet School & Jr в Токіо, Московську державну академію хореографії в Москві та Королівську балетну школу в Лондоні. Станом на 2020 рік вона відвідувала Нідерландську національну академію балету в Нідерландах.

## Кар'єра

### 2022—дотепер: дебют із Le Sserafim
У Нідерландах Кадзуха була помічена керівником Source Music і прийнята на стажування наприкінці 2021 року. Пізніше дівчина зазначила, що вона є великою фанаткою жіночої групи Blackpink, і що саме вони надихнули її ухвалити рішення поїхати в Південну Корею на стажування.
8 квітня 2022 року вона стала п'ятою учасницею гурту Le Sserafim. Гурт дебютував 2 травня 2022 року з мініальбомом Fearless.

## Співпраці та мода
Окрім своєї діяльності в гурті Le Sserafim, Кадзуха також працювала моделлю для Calvin Klein. 16 листопада 2022 року вона стала новою музою косметичного бренду Etude House.

## Дискографія

### Авторство пісень
Уся авторська інформація про пісні була взята з бази даних Корейської асоціації авторських прав на музику, якщо не вказано інакше.
| Назва                                                 | Рік  | Артист      | Альбом     | Композитор | Слова | Прим.  |
| ----------------------------------------------------- | ---- | ----------- | ---------- | ---------- | ----- | ------ |
| «Fearnot (Between You, Me and the Lamppost)» (피어나) | 2023 | Le Sserafim | Unforgiven | Так        | Так   | [ 10 ] |